# 中國電力清潔能源
中國電力清潔能源發展有限公司（港交所除牌前：0735.HK），簡稱中國電力清潔能源，由東成控股換取上市，是一家在香港交易所上市的公共事業公司。主要業務是在中國發展環保能源項目，包括風力發電、中小型水力發電、生物質及垃圾發電，與及環保相關項目。

## 历史
公司在香港註冊，在2006年成立，是中華人民共和國五家發電集團中、唯一一家紅籌股上市公司，母公司為中國五大發展集團之一的中国国家电力投资集团公司，而前身則位於百慕達註冊的「中國電力新能源發展有限公司」。其主要資產地區包括甘肅酒泉、上海、廣東東莞等地區能源開發。
2012年4月3日，中國電力新能源以4.55億元人民幣購入海南大樂城開發20%股權。大樂城主要業務是房地產投資、旅遊、高科技產業開發、農業綜合開發及酒店管理。2019年8月20日，因被中國電力國際發展旗下子公司收購，並私有化而撤銷在香港的上市地位。

## 外部連結
- 中國電力清潔能源發展有限公司（页面存档备份，存于）
- 海南大樂城開發